# Francis Teke Lysinge
Francis Teke Lysinge (* 28. Dezember 1938 in Muea) ist ein kamerunischer Geistlicher und emeritierter Bischof von Mamfe in Kamerun.

## Leben
Francis Teke Lysinge empfing am 17. April 1966 die Priesterweihe.
Papst Johannes Paul II. ernannte ihn am 9. Februar 1999 Bischof von Mamfe. Der Erzbischof von Douala, Christian Wiyghan Kardinal Tumi, weihte ihn am 21. April desselben Jahres zum Bischof; Mitkonsekratoren waren Paul Mbiybe Verdzekov, Erzbischof von Bamenda, und Pius Suh Awa, Bischof von Buéa.
Papst Franziskus nahm am 25. Januar 2014 seinen altersbedingten Rücktritt an.